# Jorgji Adhami
Jorgji Adhami (ur. 1916 w Hoçishcie, zm. 2010) – albański parazytolog.

## Życiorys
W 1942 przerwał naukę na Uniwersytecie Florenckim, by walczyć przeciwko włoskiemu reżimowi, za co został internowany. Po II wojnie światowej studia kontynuował w Zagrzebiu (1946–1948) i na Uniwersytecie Sofijskim im. św. Klemensa z Ochrydy (1948–1950), gdzie ukończył studia. Specjalizował się za granicą w parazytologii.
W latach 1950–1965 pracował w albańskim Ministerstwie Zdrowia jako specjalista w walce z malarią, która w latach 50. i 60. była powszechna w Albanii, po czym został przeniesiony do Centralnego Laboratorium Badań Mikrobiologicznych Sektora Malarii i Walki z Chorobami Pasożytniczymi (Laboratorin Qendror të Kërkimeve Mikrobiologjike në sektorin e Malaries dhe luftës kundër Sëmundjeve parazitare). W 1967 roku został wicedyrektorem tego laboratorium i do 1986 roku był zarządzającym pracownią parazytologii.

## Prace naukowe[1][2]
- Prania e mushkonjës Aedes albopiktus në Shqipëri (1987)
- Malaria e importuar në Shqipëri dhe të dhëna për gjendjen e Malaries në botë (1996)

## Odznaczenia i tytuły[1][2]
- Order Pracy i Medal Pracy (Urdhri dhe Medalja e Punës)
- Order Służby Ludowi (Urdhrin për Shërbim të mirë të Popullit)
- tytuł Wybitnego Pracownika Nauki i Technologii (1984)
- tytuł Wielkiego Mistrza (Mjeshtër i Madh, 2008)